# Îlette-au-Pé
L'Îlette-au-Pé est une résidence secondaire située sur l'île du même nom de l'archipel du Lac Saint-Pierre à Sainte-Anne-de-Sorel au Québec (Canada). Ce chalet est associé à Germaine Guèvremont (1893-1968), qui a fréquenté l'île en 1920 et y a fait construire un chalet en 1957. L'Îlette-au-Pé est cité site patrimonial par la Municipalité de Sainte-Anne-de-Sorel en 1996.